# Максин XXX
«Макси́н XXX» (англ. MaXXXine) — американский фильм ужасов 2024 года режиссёра и сценариста Тая Уэста. Главную роль исполнила Миа Гот, второстепенные — Элизабет Дебики, Мозес Самни, Мишель Монаган, Бобби Каннавале, Джанкарло Эспозито, Лили Коллинз, Кевин Бейкон и Холзи. Сюжет повествует о Максин Минкс, единственной выжившей героине после событий фильма «X», которая отправляется в Лос-Анджелес для осуществления мечты стать известной актрисой, однако становится мишенью таинственного убийцы. 
Премьера состоялась 24 июня 2024 года в Китайском театре TCL в Лос-Анджелесе. Фильм вышел в кинотеатральный прокат в США 5 июля 2024 года. В прокате кинолента собрала 22 млн долларов по всему миру, став самым кассовым фильмом серии.
«Максин XXX» является сиквелом фильма «X», а также третьей и заключительной частью одноимённой кинотрилогии, в которую также входит приквел обеих кинолент «Пэрл».

## Сюжет
В 1985 году Максин Минкс, единственная выжившая после событий шестилетней давности, проживает в Лос-Анджелесе, где орудует серийный убийца по прозвищу «Ночной сталкер». Она успешно проходит прослушивание на главную роль в новом хорроре «Пуританка II», несмотря на то, что её предыдущие работы в кино были связаны с фильмами для взрослых. Она делится новостью со своим другом Леоном, а затем с коллегой Эмбер Джеймс, после чего последняя приглашает Максин на вечеринку на Голливудских холмах, от которой та отказывается. Максин отправляется на свою вторую работу — пип-шоу, где за ней наблюдает таинственная фигура в кожаной одежде. Позже Тэбби Мартин, порноактриса и подруга Максин, также зовёт её на вечеринку, о которой говорила Эмбер, но девушка снова отказывается.
По пути домой Максин сворачивает в переулок, когда кто-то начинает её преследовать. Она подходит к запертым на цепь воротам, затем разворачивается и видит, как некий мужчина в образе Бастера Китона угрожает ей ножом. Максин достаёт пистолет, направляет его на мужчину и приказывает ему раздеться догола и лечь на землю лицом вниз. Максин заявляет ему, что последнему человеку, пытавшемуся её убить, она размозжила голову, после чего топчет каблуком его мошонку.
Максин обнаруживает у порога квартиры видеокассету с порнофильмом, который она и её ныне покойные друзья пытались снять шесть лет назад, и просматривает её. Максин просит Леона выяснить, откуда она взялась. Тем временем на Голливудских холмах убивают Эмбер и Тэбби, а их тела клеймят сатанинскими символами. Максин едет на встречу с частным детективом Джоном Лабатом после телефонного звонка по номеру, оставленному на её машине. Он сообщает Максин, что её предыдущие преступления будут раскрыты, если девушка не встретится с его работодателем, и что она должна явиться по определённому адресу на Старлайт Драйв или рискует столкнуться с последствиями. Детективы полиции Лос-Анджелеса Уильямс и Торрес расспрашивают Максин о Тэбби и Эмбер, но она отказывается отвечать на их вопросы. После этого Максин совершает экскурсию по территории Universal Studios Lot с Элизабет Бендер, режиссёром фильма «Пуританка II». Позже Максин видит преследующего её Лабата и нападает на него, предупреждая, чтобы он держался от неё подальше.
Максин приходит к своему агенту Тедди Найту и рассказывает ему о Лабате. Тедди обещает ей взять это дело под свой контроль. Максин начинает изучать сценарий «Пуританки II». Тем временем таинственная фигура убивает Леона в его видеомагазине. На следующий день Тедди сообщает Максин, что не смог ничего найти на Лабата, но, тем не менее, заверяет её о дальнейшей поддержке с его стороны. Детективы Уильямс и Торрес пытаются склонить Максин к сотрудничеству, но она по-прежнему не идёт с ними на контакт. На съёмках «Пуританки II» Максин знакомится со звездой первого фильма Молли Беннетт, которая упоминает о похожей вечеринке на Голливудских холмах. Вскоре после этого Лабат, разгневанный тем, что Максин напала на него накануне, гонится за ней по территории Universal Studios Lot с пистолетом, но его ловит и выпроваживает охрана. Ночью в клубе Максин обманом устраивает Лабату засаду при помощи Тедди. Он и его люди приковывают детектива наручниками в машине и убивают, раздавив компрессором на свалке.
Максин отправляется по адресу, который ей дал Лабат, и попадает в дом на Голливудских холмах. Она находит расчленённое тело Молли в чемодане и узнаёт, что убийства совершил её отец, телевангелист Эрнест Миллер, при содействии фундаменталистов из его служения. Миллер рассказывает, что он и его последователи снимали эти убийства, чтобы создать снафф-фильм, призванный разоблачить Голливуд в его греховной и развращённой природе. Считая, что он ещё может «спасти» свою дочь, Миллер заставляет своих последователей привязать Максин к дереву для импровизированного экзорцизма, который он также снимает на видео. Нагрянувшие Торрес и Уильямс спасают Максин, убивая сообщников Миллера и раня его самого. Во время преследования Миллера оба детектива получают смертельные ранения. Максин вооружается дробовиком и противостоит своему отцу у знака Голливуда, но её прерывает полицейский вертолёт.
Максин воображает себя знаменитостью, посещающую премьеру фильма «Пуританка II» после того, как смогла остановить своего отца. Она сообщает в интервью, что режиссёр Элизабет Бендер снимет о ней биографический фильм. Вернувшись в реальность, Максин говорит отцу, что он дал ей то, в чём она нуждалась, — божественное вмешательство, после чего стреляет ему в голову. Месяц спустя Максин продолжает работу над «Пуританкой II» и выражает надежду, что её успеху не будет конца.

## В ролях
| Актёр              | Роль                        |
| ------------------ | --------------------------- |
| Миа Гот            | Максин Минкс                |
| Элизабет Дебики    | режиссёр Элизабет Бендер    |
| Мозес Самни        | Леон Грин                   |
| Мишель Монаган     | детектив Уильямс            |
| Бобби Каннавале    | детектив Торрес             |
| Джанкарло Эспозито | киноагент Тедди Найт        |
| Лили Коллинз       | Молли Беннетт               |
| Кевин Бейкон       | частный детектив Джон Лабат |
| Холзи              | Тэбби Мартин                |
| Софи Тэтчер        | гримёр                      |

## Производство
В марте 2022 года Тай Уэст объявил о работе над сценарием фильма, действие которого происходит после событий «X». По словам режиссёра, сиквел будет принадлежать к другому поджанру ужасов и, как и предыдущие фильмы франшизы, исследовать влияние кинематографа на общество. Режиссёр заявил, что каждая часть серии может восприниматься зрителем независимо от других, и они созданы, чтобы дополнять друг друга. Он уточнил: «Вы не можете снять фильм-слэшер без кучи продолжений».
В июне 2022 года исполнительный продюсер Питер Фок подтвердил, что фильм официально находится в разработке, а Уэст вновь назначен режиссёром и сценаристом. Первый короткий тизер проекта был представлен на кинофестивале в Торонто. Позже ролик вышел в сети. Миа Гот снова получила главную роль, а также должность исполнительного продюсера наравне с Уэстом. В число продюсеров также вошли Джейкоб Джаффке, Кевин Турен и Харрисон Крайсс.
В апреле 2023 года стало известно, что в актёрский состав вошли Элизабет Дебики, Лили Коллинз, Мозес Самни, Мишель Монаган, Бобби Каннавале, Джанкарло Эспозито, Кевин Бейкон и певица Холзи.
Съёмки проходили с апреля по май 2023 года в Лос-Анджелесе. Монтаж фильма был завершён в феврале 2024 года.

## Приём
«Максин XXX» собрал $15,1 млн в Северной Америке и $6,9 млн на других территориях, а его мировые сборы составили $22 млн. Фильм стал самым кассовым в трилогии.
По прогнозам, в США и Канаде в премьерный уик-энд фильм должен был собрать около 7 млн долларов в 2200 кинотеатрах. В первый день фильм заработал 3,2 млн долларов, а в дебютный уик-энд — 6,7 млн долларов, заняв четвёртое место.
По данным Variety, отзывы критиков были главным образом положительными, а Uproxx охарактеризовал их как неоднозначные. На Rotten Tomatoes его рейтинг составляет 72 % на основе 285 отзывов со средней оценкой 6,5/10. Консенсус сайта гласит: «Опьяняющий своим максимальным стилем, „Максин XXX“ — это неровный, но яркий пастиш, который вонзает стилет в сердце Голливуда». Metacritic присвоил фильму 64 балла из 100 на основе отзывов 50 критиков, что означает «в целом благоприятные отзывы». Аудитория сайта CinemaScore дала фильму среднюю оценку B по шкале от A+ до F (выше оценки B− у «Пэрл»). Зрители PostTrak дали фильму 76 % положительных отзывов и 59 % «определённой рекомендации».

## Будущее
«Максин XXX» изначально разрабатывался как завершение трилогии «X». Позже, в феврале 2024 года, Тай Уэст заявил, что у него есть планы на четвёртый фильм, которые будут зависеть от оценок третьего фильма. В мае 2024 года Уэст подтвердил, что работает над четвёртым фильмом и он может стать его следующим проектом. Однако в августе 2024 года режиссёр заявил, что «доволен тем, на чём остановился», и что «Максин XXX», вероятно, является завершением серии.